# Perstorps SK
Perstorps SK (PSK) är den största sportklubben i Perstorp. Fotboll är den dominerande sporten men det finns även en gymnastiksektion.
Klubben bildades 1918. Lokala konkurrenten är Bälinge BIK.
Inom fotbollen spelar PSK i Division 4 Norra Skåne och kvalspelade till trean 2008. Som fotbollsklubb har klubben som bäst slutat på andraplats i Division II 1971 (Sveriges dåvarande näst högsta division). Hemmaplan är Ybbarps IP 
Den 26 september 2010 avancerade Perstorps SK till division 3 efter en nästintill perfekt säsong med enbart 2 förluster.
Proffs som Björn Andersson som spelade i Sveriges landslag spelade ett par år i Perstorps SK. På senare tid finns bland annat Mathias Unkuri som numera spelar i Nybergsund i Norge.
Fotbollslagets officiella supporterförening är Snapphanarna.